# Open Society Foundations

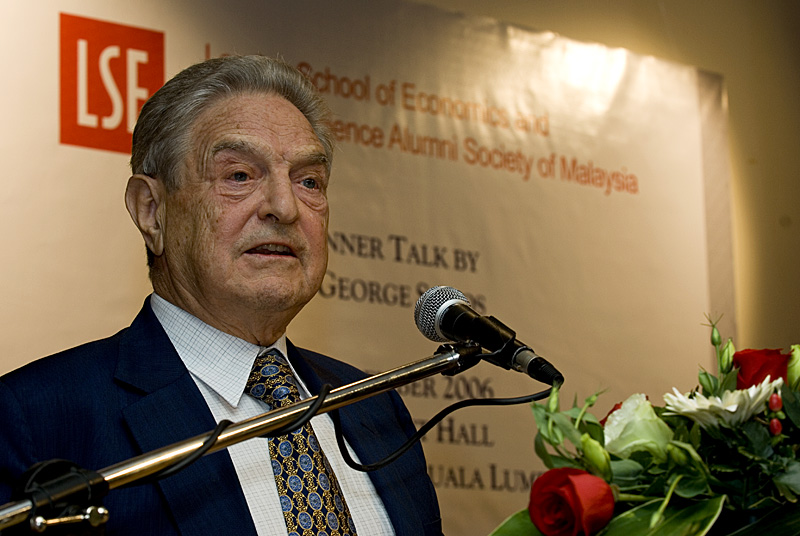
George Soros, oprichter van de OSF

De Open Society Foundations (OSF) (voor 2010: Open Society Institute) is een privaat opererende en fondsenverstrekkende stichting met als doel om overheidsbeleid te hervormen en om democratisch bestuur, mensenrechten en economische, juridische en sociale hervormingen te promoten. Op lokaal niveau implementeert de OSF een reeks aan initiatieven op het gebied van gezondheidszorg, onafhankelijke media en rechtssystemen. Tegelijk werkt de OSF aan het bouwen van allianties over grenzen en continenten heen op onderwerpen zoals het bevechten van corruptie en aantasting van vrijheidsrechten.

## Historie
De OSF werd onder de naam Open Society Institute opgericht in 1993 door investeerder en filantroop George Soros om zijn stichtingen in Centraal- en Oost-Europa te ondersteunen. Deze stichtingen werden vanaf 1984 opgericht om landen te helpen om de transitie te maken van het communisme. De OSF heeft voor expansie gezorgd van de activiteiten van het Soros Stichtingen Netwerk naar andere delen van de wereld waar de overgang naar democratie een zorgwekkende situatie vertoond.
De Open Society Foundations heeft stichtingen in Albanië, Armenië, Azerbeidzjan, Bosnië-Herzegovina, Bulgarije, Estland, Engeland, Georgië, Guatemala, Haïti, Hongarije, Kazachstan, Kosovo, Kirgizië, Letland, Litouwen, Macedonië, Moldavië, Mongolië, Montenegro, Oekraïne, Oezbekistan, Polen, Roemenië, Servië, Slowakije, Tadzjikistan, Tsjechië, Turkije, de Verenigde Staten, westelijk Afrika, Zuid-Afrika en zuidelijk Afrika.

### Mabel Wisse Smit

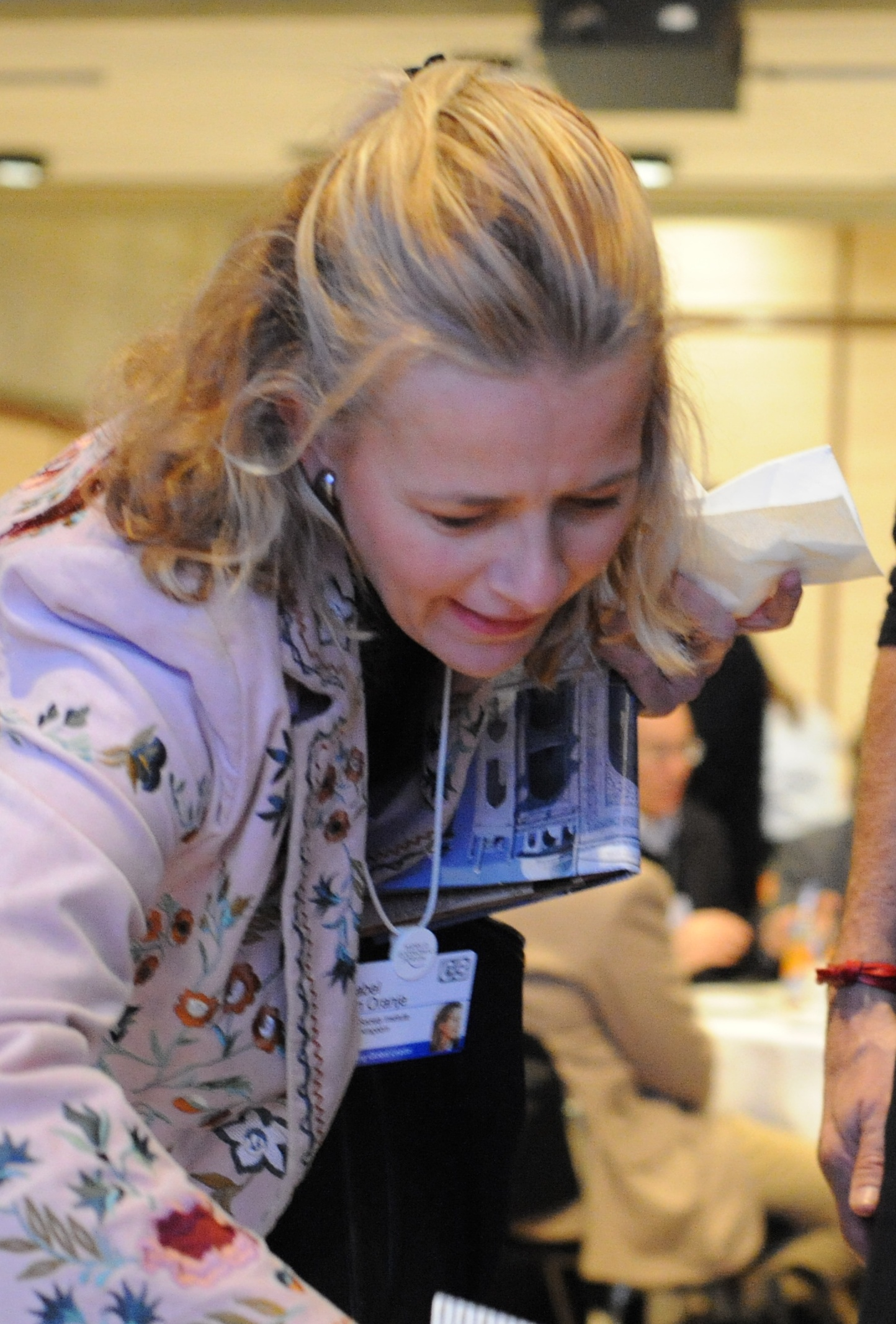
Mabel Wisse Smit

Mabel Wisse Smit werd in 1997 executive director van het Open Society European Policy Institute in Brussel. In 2003 werd ze advocacy director bij de vestiging in London. Sinds december 2012 is ze lid van het bestuur van de OSF.

## Projecten en aandachtsgebieden
Onderwerpen en projecten waar de Open Society Foundations zich op dit moment mee bezighoudt zijn onder andere:
- Kinderen en jongeren
- Economische ontwikkeling
- Onderwijs, o.a. de Europese Centrale Universiteit in Boedapest[3].
- Bestuur
- Gezondheidszorg
- Bestrijding en voorkoming van aids
- Mensenrechten
- Recht en rechtvaardigheid
- Vrije media, o.a. netwerk Global Voices
- Kunst en cultuur
- Vrouwen
- LGBT

Dat resulteert in programma's als:
- Programma's gericht op goed bestuur, democratie, mensenrechten, wetshandhaving in Afrika
- Kunst- en cultuurprogramma's
- Gezondheidszorgprogramma's
- Ondersteuningsprogramma's voor onderwijs
- Overheidshervormingsprogramma's
- Kinder- en jeugdprogramma's in Rusland en Oost-Europa
- Monitoren van mensenrechtensituaties in de EU, kandidaat-landen en potentiële kandidaat-landen
- Sponsors van documentaire- en fotografieprojecten
- Programma's gericht op economie en bedrijfsontwikkeling
- Engelse taalprogramma's
- Kennis en communicatiemiddelen voor civiele emancipatie and effectieve democratische beleidsvorming
- Internationaal hoger en wetenschappelijk onderwijsondersteuning in Centraal- en Oost-Europa, de voormalige Sovjet-Unie en Mongolië
- Ondersteuning van onderzoek door open society leiders
- Politieke beleidsdiscussies in en rond Myanmar
- Open en vrije mediaprogramma's
- Gehandicaptenzorg
- onderdrukte groeperingen zoals de Roma
- Beursprogramma's
- Vrouwenprogramma's
- Het steunen van evenementen zoals de İstanbul Pride
- FEMEN

De Foundations gaven ook financiële steun aan initiatieven zoals de denktank Quincy Institute for Responsible Statecraft.
In augustus 2023 raakte bekend dat de Foundations van plan is om projecten binnen de Europese Unie terug te schroeven of te beëindigen, naarmate de focus verschuift naar andere delen van de wereld.